# Шемяк (приток Кармасана)
Шемяк (Тукась, Тукаи Шемяк) — река в России, течёт по территории Кушнаренковского и Уфимского районов Республики Башкортостан. Устье реки находится на высоте 91 м над уровнем моря в 60 км по правому берегу реки Кармасан. Длина реки составляет 13 км, площадь водосборного бассейна 66,8 км².

## Данные водного реестра
По данным государственного водного реестра России относится к Камскому бассейновому округу, водохозяйственный участок реки — Белая от города Уфа до города Бирск, речной подбассейн реки — Белая. Речной бассейн реки — Кама.
Код объекта в государственном водном реестре — 10010201512111100025118.